# Холл, Лоис
Ло́ис Грейс Холл (англ. Lois Grace Hall; 22 августа 1926, Гранд-Рапидс, Миннесота, США — 21 декабря 2006, Беверли-Хиллз, Лос-Анджелес, Калифорния, США) — американская актриса и театральный режиссёр.

## Биография и карьера
Холл родилась в Гранд-Рапидсе, штат Миннесота, в семье учительницы Лоис Грейс (урождённая Ламберт) и бизнесмена и изобретателя Рэйфа Стюарт Холла.
За свою 58-летнюю кинокарьеру, Холл появилась в 76-ти фильмах и телесериалах. Она также была успешным театральным режиссёром.
31 января 1953 года Лоис вышла замуж за Мориса Уиллоуса (1909—1995), от которого у неё было три дочери: Дебра, Кимберли и Кристина. 19 декабря 1995 года Уиллоус умер за месяц до их 43-й годовщины свадьбы. Сама Холл умерла 21 декабря 2006 года, через два дня после 11-летней годовщины смерти мужа, от сердечного приступа и инсульта в возрасте 80-ти лет. Её похоронили на кладбище Инглвуд-Парк рядом с мужем. В дополнение к трём дочерям, у неё также осталось пять внуков: Бен, Дэниел, Джессика, Бреннан и Хантер.
Лоис Холл принадлежала к общине бахаи, где более 40 лет занимала различные должности.

## Избранная фильмография
| Год  |   | Русское название                   | Оригинальное название           | Роль                  |
| ---- | - | ---------------------------------- | ------------------------------- | --------------------- |
| 1954 | ф | Семь невест для семерых братьев    | Seven Brides for Seven Brothers | Девушка               |
| 1972 | с | Доктор Маркус Уэлби                | Marcus Welby, M.D.              | Миссис Харуин         |
| 1989 | с | Звёздный путь: Следующее поколение | Star Trek: The Next Generation  | Доктор Мэри Уоррен    |
| 1991 | ф | Умереть заново                     | Dead Again                      | Сестра Констанс       |
| 2000 | с | Профайлер                          | The Profiler                    | Бабушка Джойс Адамс   |
| 2000 | ф | Угнать за 60 секунд                | Gone in 60 Seconds              | Старуха               |
| 2003 | с | C.S.I.: Место преступления         | CSI: Crime Scene Investigation  | Мэделин Фостер        |
| 2003 | с | Детектив Раш                       | Cold Case                       | Кристал Хоган         |
| 2004 | с | Клиент всегда мёртв                | Six Feet Under                  | священнослужительница |
| 2005 | ф | Иллюзия полёта                     | Flightplan                      | Главная бабушка       |
| 2005 | с | Части тела                         | Nip/Tuck                        | Миссис Огелви         |
| 2006 | с | Отряд «Антитеррор»                 | The Unit                        | Полин Харпер          |